# Leptocythere rara
Leptocythere rara is een mosselkreeftjessoort uit de familie van de Leptocytheridae. De wetenschappelijke naam van de soort werd in 1894 voor het eerst geldig gepubliceerd door Gustav Wilhelm Müller.